# Eutíquio de Alexandria
Eutíquio de Alexandria, chamado também de Saíde ibne Batrique ou apenas de Bitrique (Cairo, 10 de setembro de 877 – Alexandria, 12 de maio de 940), foi o patriarca grego ortodoxo de Alexandria entre 932 e 940. É conhecido por ter sido um dos primeiros escritores cristãos egípcios a se utilizar da língua árabe em suas obras, inclusive a mais famosa, a crônica Nazm al-Jauhar (em árabe: "Colar de Jóias"), conhecida no ocidente pelo seu título em latim Eutychii Annales ("Anais de Eutíquio").

## Vida
Eutíquio nasceu em Fostate (na parte velha da cidade do Cairo) e passou a maior parte de sua vida como um médico (ou mutatabibe). Foi um contemporâneo de Agápio, o Historiador, mas nenhum deles demonstrou conhecer o outro. Não sabia grego, mas conheceu as principais obras através de traduções para o siríaco.
Em 932, tornou-se o patriarca grego ortodoxo de Alexandria, com a idade de 60 anos. Por nunca ter mantido uma função no clero, sua ascensão provocou uma considerável oposição, que se manteve por todo o seu patriarcado. É provável que tenha sido escolhido por influência dos muçulmanos, governantes da região.

## Obras
Sua mais importante obra é a Nazm al-Jauhar, uma crônica sobre o mundo, que iniciou antes de se tornar patriarca e dedicou ao seu irmão. Começou a história com a história da Criação e prosseguiu até a sua própria época. Ela é uma fonte valiosa para os eventos na Pérsia antes da ascensão do Islã e da posterior dinastia Sassânida. Para os eventos após o Islã, Eutíquio se utiliza de fontes muçulmanas. Também usou material lendário e hagiográfico.
A história de Eutíquio foi posteriormente adaptada e continuada até 1028 por seu parente, Iáia de Antioquia (Iáia ibne Saíde), forma esta que ficou conhecida em Antioquia e na Europa. Diversas cópias foram feitas e o autógrafo foi recentemente descoberto no Monte Sinai (Sinaiticus Arabicus 582), com início e o fim do manuscrito faltando. Contudo, eles podem ser reconstruídos a partir das cópias.
Outras obras de sua autoria são um livro sobre medicina e uma apologia. Um manuscrito da primeira foi encontrado em Alepo, mas ainda não foi publicado. O segundo texto ainda está perdido.